# Kunstköder

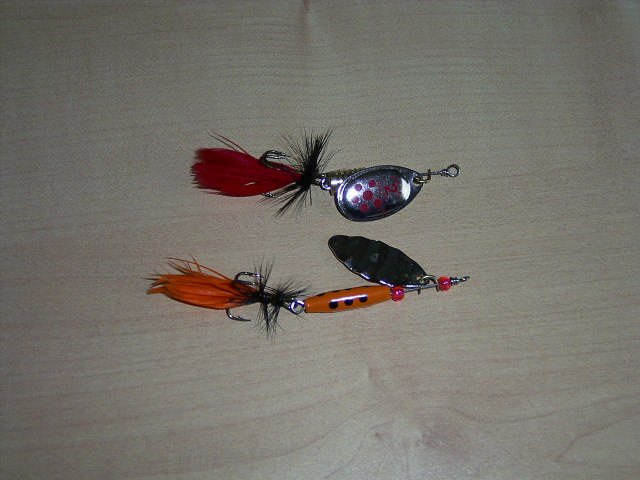
Zwei Spinner

Kunstköder sind eine beim Angeln verwendete Imitation verschiedener Nährtiere, wie z. B. kleine Fische und Insekten. Sie sind mit Haken bestückt und bestehen vorwiegend aus Metall, Holz, Plastik oder synthetischen Materialien. Kunstköder werden durchs Wasser gezogen (Spinnfischen) oder auf dem Wasser treibend angeboten (z. B. beim Fliegenfischen). Hierdurch üben sie Reize auf jagende Fische aus und verleiten sie zum Biss. Kunstköder werden hauptsächlich zum Fang von Raubfischen eingesetzt. Allerdings gibt es auch künstliche Maden und Würmer zum Fang von Friedfischen.
Nicht immer imitieren Kunstköder die äußere Form eines Beutetieres. Oft wecken sie lediglich den Jagdtrieb und die Aggression des Fisches. Dies ist vergleichbar mit einem Katzenspielzeug, das eine Katze zum Angriff reizt, obwohl es keinerlei Ähnlichkeit mit Mäusen oder Vögeln aufweist.

## Arten von Kunstködern

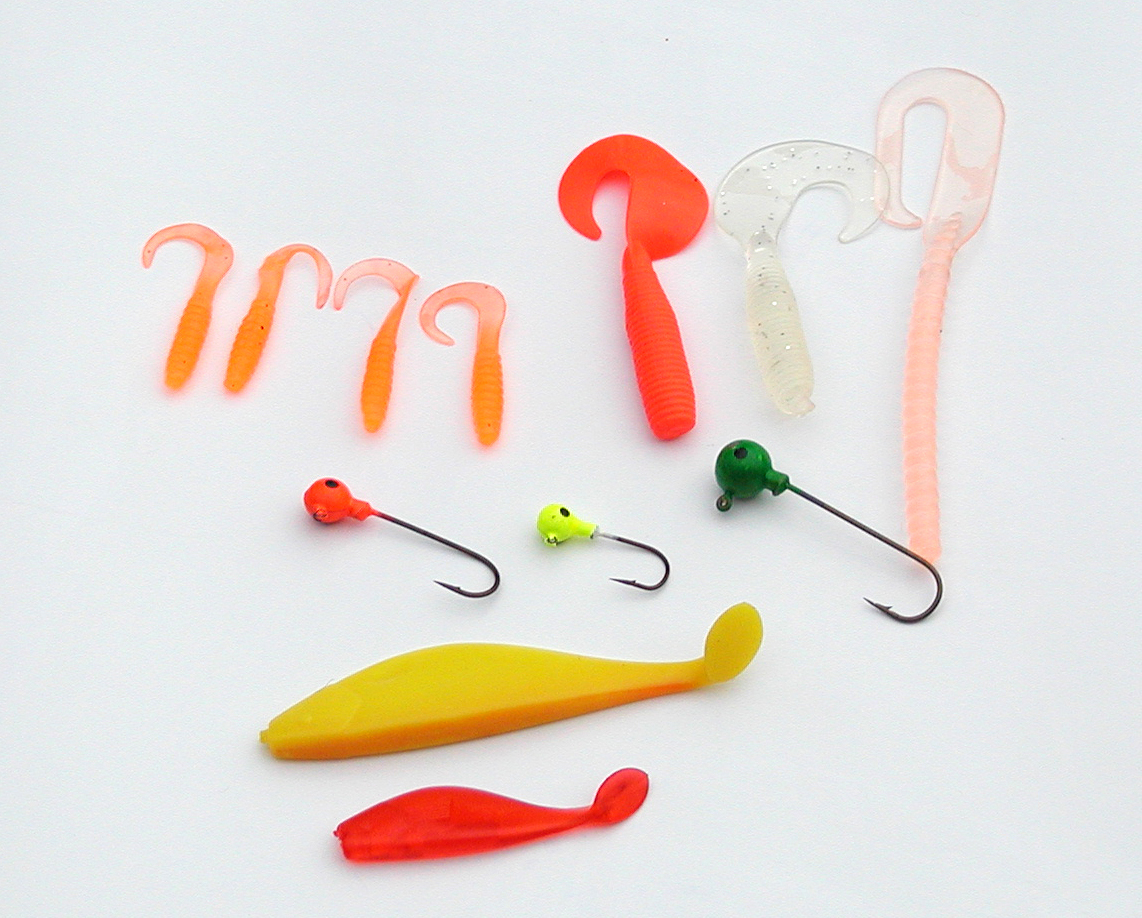
Reihen von oben nach unten: Twister, Jigs, Shads

- Blinker sind die einfachsten Kunstköder. Sie bestehen lediglich aus einem Metallblatt, welches beim Zug an der Angelschnur durch das Wasser torkelt. Diese Methode hat sich vor allem beim Hechtangeln bewährt, da der Blinker einen kleinen, kranken Fisch imitiert. Aber auch Barsche lassen sich mit dieser Methode fangen, wenn der Blinker nicht allzu groß ausfällt.
- Spinner (auch Spinnerblatt) (abgeleitet vom englischen to spin – sich drehen): Ein Metallblatt, welches auf Zug um eine Achse rotiert und durch die so entstehenden Reize (Druckwellen) Raubfische zum Biss verleitet. Durch diese Druckwellen wird das Seitenlinienorgan (Ferntastsinn) des Fisches gereizt.

- Wobbler imitieren beim Ziehen durch das Wasser mit schaukelnden Bewegungen kranke Fischchen, die für Raubfische eine attraktive Beute darstellen. Wobbler (abgeleitet vom englischen to wobble – taumeln) haben eine Tauchschaufel deren Form die Bewegung ergibt und für die Tauchtiefe mitentscheidend ist.
- Oberflächenköder, z. B. Popper zeichnen sich dadurch aus, dass sie an der Oberfläche schwimmen und auch beim Einziehen nicht abtauchen. Durch kurzes Durchbrechen der Wasseroberfläche können Luftblasen mit unter Wasser gesaugt werden, die zu einem Plopp-Geräusch führen. Dies soll die Aufmerksamkeit der Raubfische wecken.

- Jerkbaits (vom englischen to jerk – Ruck, Zuckung) sind ähnlich wie große Wobbler, haben aber keine Tauchschaufel. Es gibt sowohl schwimmende als auch mehr oder weniger schnell sinkende Modelle. Die reizvolle Bewegung muss ihnen durch ruckartige Köderführung vermittelt werden. Dabei werden grob zwei mögliche Bewegungsmuster unterschieden: die horizontalen Links-rechts-Bewegungen bei den Slidern und die vertikalen Sägezahnmuster bei den Divern oder Pullbaits. Die Bewegungen fallen je nach Art, Form und Führung weich bis zackig aus.

- Pilker sind Kunstköder, die beim Meeresfischen eingesetzt werden. Sie imitieren in der Absinkphase ein kränkelndes Fischchen und sind meist mit einem Drilling als Anbisstelle versehen.

- Gummiköder bestehen aus weichen Materialien, früher oft PVC mit Weichmacher, in letzter Zeit werden oft umweltfreundlichere Materialien wie Silikon verwendet. Die bekanntesten Typen werden Twister (wurmähnlich) und Shad (fischähnlich) oder Softjerks genannt, die besonders beim Drop Shot Angeln immer populärer werden.

- Kunstfliegen bestehen aus Federn, Fell und anderen Materialien, die mittels spezieller Bindetechniken auf einen Hakenschenkel gebunden sind. Kunstfliegen werden hauptsächlich beim Fliegenfischen verwendet und imitieren meistens Fische oder im und am Wasser vorkommende Insekten.